# Aistopetalum
Aistopetalum es un género  de plantas con flores de la familia Cunoniaceae. Es nativo de Australia. El género comprende 3 especies descritas y de estas, solo 2 aceptadas.

## Taxonomía
El género fue descrito por Rudolf Schlechter  y publicado en Botanische Jahrbücher für Systematik, Pflanzengeschichte und Pflanzengeographie 52: 142. 1914. La especie tipo es: Aistopetalum viticoides Schltr.

## Especies aceptadas
A continuación se brinda un listado de las especies del género Aistopetalum aceptadas hasta marzo de 2013, ordenadas alfabéticamente. Para cada una se indica el nombre binomial seguido del autor, abreviado según las convenciones y usos:
- Aistopetalum multiflorum Schltr.
- Aistopetalum viticoides Schltr.